# Daclizumab
El daclizumab pertenece a la familia de anticuerpos monoclonales antirreceptor de IL-2 (CD25) generado mediante la tecnología de ARN recombinante, junto con basiliximab son utilizados en la profilaxis del rechazo agudo de órganos en adultos y en el tratamiento de la esclerosis múltiple. Su estructura está compuesta por dominios humanos constantes de IgG y regiones estructurales variables del anticuerpo contra Eu y CDR.

## Mecanismo de acción
El mecanismo de acción consta en la unión a la subunidad alfa (CD25) del receptor de interleucina 2 impidiendo la señalización y el ensamblaje de la citocina de alta afinidad, con esto se busca llegar a la inmunosupresión del paciente disminuyendo la población de linfocitos T que a la ausencia del estímulo de IL-2 serán incapaces de realizar un proceso de proliferación mediante la expansión clonal.

## Usos terapéuticos
Antes de la discontinuación por la EMA (Agencia Europea del Medicamento) en el año 2018, daclizumab (Zinbryta) era utilizada como medio de profilaxis para el rechazo de órganos por su cualidad de limitación proliferativa que causaba en las células inmunes del linaje linfoide. Durante su breve tiempo en el mercado apuntaba a ser una opción terapéutica viable para el tratamiento de la esclerosis múltiple en comparación del uso de interferón beta-1a y se introducía en ensayos clínicos de patologías como uveítis activa no infecciosa, artritis juvenil idiopática, sarcoidosis y leucemia de células T donde se valoraba su relación riesgo beneficio.

## Efectos adversos
Durante el tratamiento con daclizumab se destacaron estas complicaciones:
- Bradicardia sinusal con un promedio de duración de 6 a 9 días
- Complicaciones por infecciones oportunistas
- Complicaciones por infecciones por citomegalovirus
- Enfermedad inflamatoria cerebral grave (razón del retiro del mercado)